# ایمپروا
ایمپروا (انگلیسی: Imperva) شرکت فناوری اطلاعات آمریکایی است، که در سال ۲۰۰۲ تأسیس شد.